# Guglielmo Giuliano
Guglielmo Giuliano, detto 'o Stuorto (Napoli, 26 maggio 1951), è un ex mafioso e collaboratore di giustizia italiano.
Capo storico di Forcella, un quartiere di Napoli, fu uno tra i primi a collaborare con la magistratura.

## Biografia

### Il pentimento
Con le sue dichiarazioni, ha consentito agli inquirenti di ricostruire vent'anni di attività illecite del quartiere Forcella: dal clan unito alla famiglia divisa, a "quelli di sopra" e a "quelli di sotto", agli eredi di Lovigino, a Ciro e Giuseppe e agli “scissionisti” Raffaele, Guglielmo e Carmine. Una faida intestina, dove venne coinvolto anche il patriarca Giuseppe, ucciso nella propria abitazione, nel cuore del quartiere Forcella.
Guglielmo Giuliano rivelò, in uno dei suoi interrogatori resi ai magistrati della Direzione Distrettuale Antimafia, che i Giuliano erano tutti capi, ognuno poteva decidere e gli ordini erano impartiti indifferentemente da cinque padrini: Luigi, Ciro, Raffaele, Salvatore e Guglielmo. Sotto di loro, nella gerarchia criminale, i gregari avevano un ruolo ben preciso, occupandosi prevalentemente di estorsioni. Guglielmo Giuliano, detto "'o Stuorto", era un capo storico che comandava un ‘esercito’ di fedelissimi, tutti impiegati nel racket.